# Khướu bụi yếm trắng
Khướu bụi yếm trắng (danh pháp hai phần: Stachyris thoracica) là một loài chim thuộc họ Họa mi. Khướu bụi yếm trắng là loài đặc hữu Indonesia. Môi trường sinh sống của nó là rừng ẩm vùng đất thấp nhiệt đới hoặc cận nhiệt đới và rừng núi ẩm nhiệt đới hoặc cận nhiệt đới.